# Кошелєво (Старицький район)
Кошелєво (рос. Кошелево) — присілок в Старицькому районі Тверської області Російської Федерації.
Населення становить 1 особу. Входить до складу муніципального утворення сільське поселення станція Стариця.

## Історія
Від 2005 року входить до складу муніципального утворення сільське поселення станція Стариця. Раніше населений пункт належав до Покровського сільського округу.

## Населення
| 1859 | 2002 | 2008 | 2010 |
| ---- | ---- | ---- | ---- |
| 89   | ↘5   | ↘3   | ↘1   |